# Город демонов (телесериал)
«Дни в Глори» (англ. Glory Days, в европейских странах и в России выходил под названием «Город демонов» (англ. Demontown) — американская мистическая драма, автором которой стал известный сценарист Кевин Уильямсон. Сериал выходил в эфир с января по март 2002 года, не продержавшись и целого сезона, на канале The WB. В главных ролях снялись Эдди Кахилл и Поппи Монтгомери.

## Сюжет
Писатель романов Майк Долан возвращается в свой родной город Глори, расположенный на острове на северо-западном побережье США, так и не найдя вдохновение для нового произведения. Оказывается, в маленьком городе может быть гораздо интересней, чем он думал раньше — вокруг то и дело происходят загадочные события, и пропадают люди, всё уменьшая численность населения.
Пугающая реальность питает Долана идеям, создавая друзьям Майка, шерифу Руди и патологоанатому Элли, всё новые кошмарные и загадочные случаи: похищения, убийства, экзорцизм, чёрная магия, вампиризм. Кошмар, творящийся на острове, превосходит самые мрачные фантазии авторов фильмов ужасов. Остров Счастья превращается в средоточие невообразимого зла…

## В ролях
| Актёр            | Роль              |
| ---------------- | ----------------- |
| Эдди Кахилл      | Майк Долан        |
| Поппи Монтгомери | Элли Спаркс       |
| Джей Р. Фергюсон | шериф Руди Данлоп |
| Эмили Ванкэмп    | Сэм Долан         |
| Бен Кроули       | Зейн Уокер        |
| Эми Стюарт       | Сара Долан        |
| Тереза Рассел    | Хэйзел Уокер      |
| Фрэнсис Фишер    | Митци Долан       |
| Эрин Карплак     | Кэл Генриз        |
| Дэвид Копп       | офицер Тим        |

### Приглашённые звёзды
| Актёр           | Роль         |
| --------------- | ------------ |
| Джастин Чэтвин  | Барри Бауэрс |
| Криста Аллен    | Мэлани Старк |
| Себастьян Спенс | Грег Эмбри   |
| Тед Кинг        | Джек Корбин  |
| Грег Воган      | Адвокат      |

## Список эпизодов
Было снято 13 эпизодов, и только 9 из них вышли в эфир США.
| Номер эпизода | Название                                                         | Премьера        |
| ------------- | ---------------------------------------------------------------- | --------------- |
| 1x00          | Непоказанный пилот (англ. Original Pilot)                        | N/A             |
| 1x01          | Сказки братьев Грим / Пилот (англ. Grim Ferrytale / Pilot)       | 16 января 2002  |
| 1x02          | Дьявол заставил меня сделать это (англ. The Devil Made Me Do It) | 23 января 2002  |
| 1x03          | Госпожа-предсказательница (англ. Miss Fortune Teller)            | 30 января 2002  |
| 1x04          | Смерть, ложь и видеокассета (англ. Death, Lies & Videotape)      | 6 февраля 2002  |
| 1x05          | Потерянные девочки (англ. The Lost Girls)                        | 13 февраля 2002 |
| 1x06          | Все любят Руди (англ. Everybody Loves Rudy)                      | 20 февраля 2002 |
| 1x07          | По-соседству (англ. There Goes The Neighborhood)                 | 11 марта 2002   |
| 1x08          | Ни храбрости, ни славы (англ. No Guts, No Glory)                 | 18 марта 2002   |
| 1x09          | Оборотная сторона славы (англ. Clowning Glory)                   | 25 марта 2002   |
| 1x10          | Цирк Смерти (англ. Cirque De So Dead)                            | N/A             |

## Производство
Первоначально Кевин Уильямсон задумывал проект в жанре драмы. Однако когда сценарий пилотных эпизодов был готов, канал Warner Bros. попросил переписать историю в мистическом ключе. В итоге герои и их отношения остались прежними, но были добавлены мистические истории. Единственный персонаж, который не попал в продолжение (а появляется лишь в не выпущенном пилотном эпизоде), это агент Майка в исполнении актрисы Кёрсти Элли. Также из проекта выбыли Джули Бенц, Мэттью Марсден и Грег Воган.
Сериал был спродюсирован компаниями «Dimension Television» и «Outerbanks Entertainment», съёмки проходили на студии «The Bridge Studios» в Ванкувере в Канаде. Главная тема сериала — песня «Excess» в исполнении певца Tricky. Оригинальную музыку к сериалу написал знаменитый композитор Марко Белтрами в сотрудничестве с Томом Хэйом. Белтрами также написал музыку к трилогии «Крик» и фильму «Оборотни», сценаристом которых выступил Кевин Уильямсон.

## Выход на видео
Название сериала «Glory Days» переводится на русский как «Дни в Глори» или «Дни славы»; рабочее и второе название шоу — «Город демонов» (англ. Demontown). Именно под таким названием сериал выходил на видеокассетах в России и странах Европы.
В России сериал выпускала видеокомпания «Екатеринбург Арт Home Video» под названием «Город демонов» и «Город демонов 2: Тьма наступает» — было издано две видео-кассеты.